# Khim Khanh
L'Ordre de Khim Khanh, parfois appelé «Kim Khanh» (金磬 ou "gong en or") était un ordre du mérite de l'Empire du Vietnam. L'ordre a été supprimé quand le Vietnam est devenu une république.

## Histoire
Les premiers Kim Khánh ont été décernés soit sous le règne de l'empereur Gia Long (1802-1820), soit sous celui de l'empereur Minh Mạng (1820-1840). On ne sait pas quand la décoration a été décernée pour la première fois ni à quelle classe ils appartenaient initialement. Un exemple de l'un de ces premiers Kim Khánh datant du règne de Thiệu Trị avait un dessin de deux dragons en relief faisant face au soleil, rehaussé de perles fines, avec deux Chữ nho lisant Ân tứ (恩賜, « Don miséricordieux [de l'empereur] ») composés de perles. Ce premier Kim Khánh était destiné à un membre de la famille impériale ou à l'un des quatre éminents dignitaires conseillers de l'empereur, les « Piliers de l'Empire ».
Le Kim Khánh était rarement accordé aux simples citoyens et il était destiné à récompenser les réalisations des officiers généraux et supérieurs ainsi que le service distingué des mandarins civils. Seuls les mandarins civils et militaires de haut rang avaient le droit de porter le Kim Khánh en public, les autres récipiendaires devaient le garder chez eux. Ces personnes recevaient soit la sapèque d'argent, soit la sapèque d'or à porter en public (ces décorations furent introduites par décret de l'empereur Đồng Khánh en 1885).
L'empereur décernait un Đại hạng Kim Khánh aux mandarins de haut rang ayant atteint un âge avancé (60 ou 70 ans) qui l'avaient mérité, portant une inscription au revers célébrant sa sagesse, son grand âge ou ses mérites.